# Olga Nazarowa (biathlonistka)
Olga Wiktorowna Nazarowa (ros. Ольга Викторовна Назарова; biał. Вольга Віктараўна Назарава, Wolha Wiktarauna Nazarawa; ur. 27 sierpnia 1977 w Omsku) – białoruska biathlonistka reprezentująca też Rosję, brązowa medalistka mistrzostw świata, czterokrotna medalistka mistrzostw Europy.

## Kariera
Pierwszy sukces osiągnęła w barwach Rosji, zdobywając w 1996 roku złoty medal w sprincie podczas mistrzostw świata juniorów w Kontiolahti. Na rozgrywanych rok później mistrzostwach świata juniorów w Forni Avoltri wywalczyła złoty medal w biegu drużynowym oraz brązowe w sprincie i sztafecie. Od 2000 roku reprezentowała Białoruś.
W Pucharze Świata zadebiutowała 13 grudnia 1998 roku w Hochfilzen, zajmując 41. miejsce w biegu indywidualnym. Pierwsze punkty wywalczyła 1 grudnia 2000 roku w Anterselvie, gdzie zajęła 30. miejsce w sprincie. Pierwszy raz na podium zawodów pucharowych stanęła 24 marca 2002 roku w Oslo, gdzie bieg masowy ukończyła na trzeciej pozycji. W kolejnych startach jeszcze jeden raz stanęła na podium: 26 marca 2006 roku w Oslo ponownie była trzecia w biegu masowym. Najlepsze wyniki osiągnęła w sezonie 2005/2006, kiedy zajęła 13. miejsce w klasyfikacji generalnej.
Podczas mistrzostw świata w Oslo w 2002 roku wywalczyła brązowy medal w biegu pościgowym. Wyprzedziły ją tylko Ołena Zubryłowa z Ukrainy i Rosjanka Olga Pylowa. Był to pierwszy w historii medal w tej konkurencji dla Białorusi. Na rozgrywanych trzy lata później mistrzostwach świata w Hochfilzen wspólnie z Jekatieriną Winogradową, Ludmiłą Anańką i Ołeną Zubryłową (od połowy 2002 reprezentującą Białoruś) zdobyła brązowy medal w sztafecie. Była też między innymi czwarta w sztafecie na mistrzostwach świata w Chanty-Mansyjsku (2003), mistrzostwach świata w Oberhofie (2004) i mistrzostwach świata w Pjongczangu (2009). Ponadto cztery razy zdobywała medale mistrzostw Europy: złoty w sztafecie na ME w Langdorf (2006), srebrny w sztafecie na ME w Mińsku (2004) oraz brązowe w sprincie na ME w Haute Maurienne (2001) i sztafecie na ME w Forni Avoltri (2003).
W 2002 roku wystartowała na igrzyskach olimpijskich w Salt Lake City, gdzie zajęła szóste miejsce w biegu indywidualnym, czternaste w sprincie, jedenaste w biegu pościgowym i siódme w sztafecie. Na rozgrywanych cztery lata później igrzyskach w Turynie była siódma w biegu indywidualnym i pościgowym, ósma w sprincie, szósta w biegu masowym oraz czwarta w sztafecie. Brała też udział w igrzyskach olimpijskich w Vancouver w 2010 roku, gdzie w swoim jedynym starcie sprint ukończyła na 74. pozycji.

## Osiągnięcia

### Igrzyska olimpijskie
| Rok  | Miejscowość    | Konkurencje | Konkurencje | Konkurencje | Konkurencje | Konkurencje | Konkurencje | Konkurencje |
| Rok  | Miejscowość    | IN          | SP          | PU          | MS          | RL          | MR          | SR          |
| ---- | -------------- | ----------- | ----------- | ----------- | ----------- | ----------- | ----------- | ----------- |
| 2002 | Salt Lake City | 6.          | 14.         | 11.         | nd.         | 7.          | nd.         | –           |
| 2006 | Turyn          | 7.          | 8.          | 7.          | 6.          | 4.          | nd.         | –           |
| 2010 | Vancouver      | –           | 74.         | –           | –           | –           | nd.         | –           |

### Mistrzostwa świata
| Rok  | Miejscowość     | Konkurencje | Konkurencje | Konkurencje | Konkurencje | Konkurencje | Konkurencje | Konkurencje |
| Rok  | Miejscowość     | IN          | SP          | PU          | MS          | RL          | MR          | SR          |
| ---- | --------------- | ----------- | ----------- | ----------- | ----------- | ----------- | ----------- | ----------- |
| 2001 | Pokljuka        | 23.         | 36.         | 13.         | 14.         | 13.         | nd.         | –           |
| 2002 | Oslo            | nd.         | nd.         | nd.         | 3.          | nd.         | nd.         | –           |
| 2003 | Chanty-Mansyjsk | 22.         | 13.         | 18.         | 25.         | 4.          | nd.         | –           |
| 2004 | Oberhof         | 11.         | 22.         | 13.         | 23.         | 4.          | nd.         | –           |
| 2005 | Hochfilzen      | 23.         | 12.         | 22.         | 25.         | 3.          | nd.         | –           |
| 2005 | Chanty-Mansyjsk | nd.         | nd.         | nd.         | nd.         | nd.         | 11.         | –           |
| 2006 | Pokljuka        | nd.         | nd.         | nd.         | nd.         | nd.         | 14.         | –           |
| 2008 | Östersund       | 19.         | –           | –           | –           | 5.          | –           | –           |
| 2009 | Pjongczang      | 33.         | 9.          | 26.         | 26.         | 4.          | 9.          | –           |
| 2011 | Chanty-Mansyjsk | 58.         | –           | –           | –           | –           | –           | –           |

### Puchar Świata

#### Miejsca w klasyfikacji generalnej
| Sezon     | Miejsce |
| --------- | ------- |
| 1998/1999 | -       |
| 2000/2001 | 32.     |
| 2001/2002 | 21.     |
| 2002/2003 | 29.     |
| 2003/2004 | 19.     |
| 2004/2005 | 30.     |
| 2005/2006 | 13.     |
| 2006/2007 | 65.     |
| 2007/2008 | 45.     |
| 2008/2009 | 39.     |
| 2009/2010 | 74.     |
| 2010/2011 | 92.     |

#### Miejsca na podium chronologicznie
| Lp. | Dzień    | Rok  | Miejscowość | Konkurencja            | Lokata | Pudła   | Czas biegu | Strata | Zwycięzca       |
| --- | -------- | ---- | ----------- | ---------------------- | ------ | ------- | ---------- | ------ | --------------- |
| 1.  | 24 marca | 2002 | Oslo        | Bieg masowy na 12,5 km | 3.     | 0+0+1+0 | 37:09,5    | +37,7  | Ołena Zubryłowa |
| 2.  | 26 marca | 2006 | Oslo        | Bieg masowy na 12,5 km | 3.     | 0+1+0+0 | 38:25,2    | +14,4  | Linda Tjørhom   |